# Маргала (село)
Маргала (рос. Маргала) — село Усть-Коксинського району, Республіка Алтай Росії. Входить до складу Чендецького сільського поселення.
Населення — 128 осіб (2015 рік).